# مادام بی
مادام بی (ارمنی: Մադամ Բեյ؛ انگلیسی: Madame Bey؛ ۱۸۸۱ – ۳۰ ژانویهٔ ۱۹۴۲) خواننده و مربی بوکس ارمنی‌تبار اهل ایالات متحده آمریکا بود.

## زندگی‌نامه
وی با نام اصلی هرانوش سیدکی بی (ارمنی: Հրանուշ Սիդկի Բեյ) در ۱۸۸۱ در کنستانتینوپل به دنیا آمد و از آکادمی آمریکایی اسکدار فارغ‌التحصیل گشت.  وی در ۳۰ ژانویهٔ ۱۹۴۲ در سن ۶۱ سالگی درگذشت

## تالیفات
- Turkish Diplomatic Life in Washington, Under the Old Regime. Cochrane Publishing Company, Tribune Building, 1910. - Bey anonymously published this work

## نگارخانه

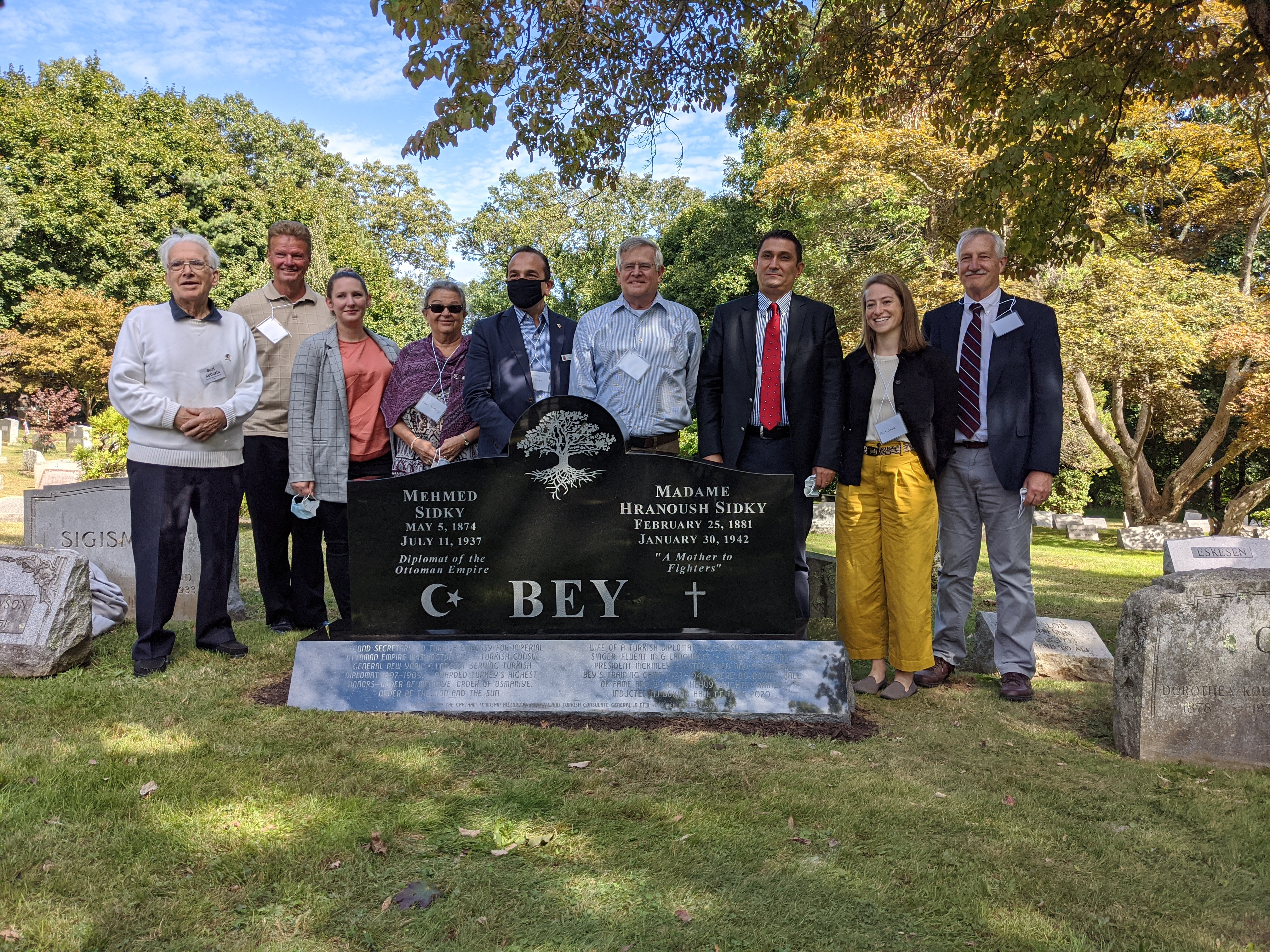